# 狭苞悬钩子
狭苞悬钩子（学名：Rubus angustibracteatus）为蔷薇科悬钩子属的植物，为中国的特有植物。分布于中国大陆的四川等地，生长于海拔1,900米至2,200米的地区，常生长在山地林中，目前尚未由人工引种栽培。